# Zabrđe (gmina Andrijevica)
Zabrđe (cyr. Забрђе) – wieś w Czarnogórze, w gminie Andrijevica. W 2011 roku liczyła 253 mieszkańców.